# Csendes-óceáni-lemez

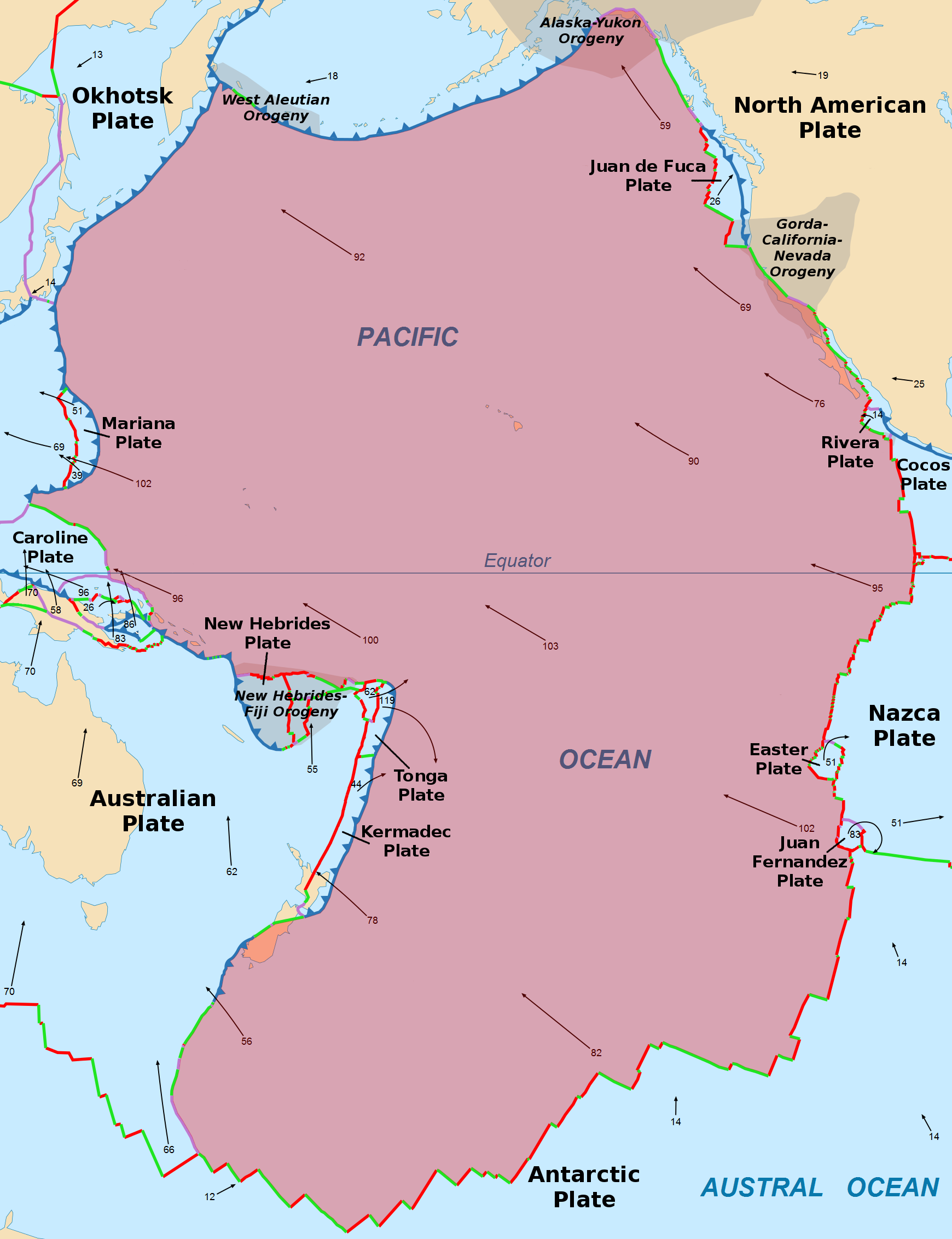
A Csendes-óceáni-lemez

A Csendes-óceáni-lemez vagy Pacifikus-lemez a földkéreg egyik nagy avagy elsődleges óceáni tektonikus lemeze, amely magán hordozza a Csendes-óceán legnagyobb részét. Bár a kéreg legnagyobbrészt óceáni, néhány kis területen szárazföldi lemezdarabokat is tartalmaz. A területe mintegy 103 millió négyzetkilométer, így ez a legnagyobb tektonikus lemez. Mozgása északnyugati, mozgási sebessége igen tág: 3,8 és 8,2 cm/év közötti. A lemez egyik jellemzője a nagyszámú sziget, ezek forrópontokon jöttek létre, amelyek felett mozog a lemez, egész szigetsorokat létrehozva. Legismertebb példájuk a Hawaii forróponton létrejött Hawaii-szigetsor.

## Határok
Általánosságban elmondható, hogy a Csendes-óceáni-lemez határait a keleti oldalán óceánközépi hátságok, míg a nyugati oldalán alábukási zónák alkotják, azonban az alábukási zónák révén a hatása kiterjed a szomszédos lemezekre is. 
Az északi oldalon alábukó lemezperem jelöli ki a határát az Észak-amerikai-lemez felé, ami Aleut-árok néven ismert, és a szubdukcióból keletkezett Aleut-szigetek felé, amelyek már az Észak-amerikai-lemezen találhatóak.
Az északkeleti oldalán változatos a határ, itt kis hátságok (Explorer-hátság, Juan de Fuca-hátság és Gorda-hátság) mentén határos több kis lemezzel, mint az Explorer-lemez, a Juan de Fuca-lemez és a Gorda-lemez. Ezek a hátságok és kislemezek a korábbi egységes nagyobb Farrallon-lemez maradványai.
Ez a határ dél felé a legismertebb transzformációs határral folytatódik, itt az Észak-amerikai-lemez és Csendes-óceáni-lemez elcsúszása mentén alakult ki a Szent András-törésvonal, tovább dél felé a lemezhatár eltávolodik a kontinensperemtől, és óceánközépi hátsággá alakul át. Itt határos a Kókusz-lemezzel, majd a délkeleti oldalán a szintén óceáni Nazca-lemezzel, itt alkotja a határt a Kelet-Csendesóceáni-hát.
A déli oldalán folytatódik a divergens határ az Antarktiszi-lemez felé, alkotója a Csendesóceán–Antarktiszi-hátság.
A délnyugati oldalon a Csendes-óceáni-lemez egy összetett, de általában konvergens határral érintkezik az Ausztrál–Indiai-lemezzel, Új-Zéland területén a lemezek elcsúsznak, éppen ennek köszönhető kialakulása is, itt található az ún. Zealandia „kontinens”, amely egy nagyobb szárazföldi kéregdarab a két lemezen.
A nyugati oldalon a határát már elsősorban szubdukciós zónák jelölik ki, észak felől ezek az Ohotszki-lemez és a Kuril-Kamcsatka-árok, valamint a Japán-árok, majd a Fülöp-lemez felé felé a legmélyebb a Mariana-árok, ezt követően sok mikrolemezzel határos Új-Guinea szigeténél. Végül a délnyugati határánál a Tonga-árok és a Kermadec-árok zárja le az árkok sorozatát.

## Földtörténet
Az óceáni lemezek földtörténetét kutatni jellegükből fakadóan viszonylag nehéz, mivel a kőzetanyaguk az alábukás során megsemmisül, a meglévőt is – az óceán mélysége miatt – nehéz elérni. A lemez születése a legújabb kutatások alapján mintegy 190 millió évvel ezelőtt történhetett a Panthalassza-ősóceán alatt, mikor három őslemez között kialakult egy hármas elcsúszási sík. Azonban ma nem ez a legidősebb darab, a kéregmozgások miatt nem lehet 145 millió évnél idősebb óceáni kéreg a bolygón, jelenleg az Ázsia felé lebukó óceánárkokban ilyen idős a lemez. Mintegy 100 millió éve a lemez az akkori óceán mintegy felét alkothatta, ekkor még a határait a szomszédos lemezek felé háromnegyedrészt hátságok alkották. A 70 millió évvel ezelőtti időszakban történhetett az első érintkezés az Észak-amerikai-lemezzel. 40 millió éve történt egy irányváltás a lemez mozgásában, amit a lemez jellemzőjéből: a nagyszámú sziget elhelyezkedéséből tudunk, ezek a szigetek forróponti vulkanizmusból jöttek létre.